# Евгений Пригожин
Евгений Викторович Пригожин е руски бизнесмен, ресторантьор, собственик на кетъринг бизнес. Компанията на Пригожин се занимава с кетъринг за най-висшите държавни служители в Русия, благодарение на което получава прозвището „Готвачът на Путин“ в медиите.
В своя рейтинг на милиардерите за 2019 г. изданието „Деловой Петербург“ поставя Евгений Пригожин на 72-ро място, оценявайки състоянието му на 14,6 милиарда рубли. През 2016 г. е включен в списъка на 30-те най-влиятелни хора в Санкт Петербург, съставен от изданието „Город 812“. Основател на ЧВК „Вагнер“.
От 2016 г. е под санкциите на САЩ, от 2020 г. – под санкциите на Европейския съюз и Великобритания, от 2022 г. – на Канада, Япония и Австралия,
Пригожин умира в резултат на самолетна катастрофа на 23 август 2023 година в Тверска област, Русия.

## Биография

### Ранни години
Роден на 1 юни 1961 г. в Ленинград, СССР. През 1977 г. завършва спортен интернат № 62 (настоящия Колеж на олимпийския резерв № 1). Занимава се със ски бягане, на което го учи вторият му баща, ски инструкторът Самуил Жаркой.
Младият Пригожин предприема криминална дейност. На 29 ноември 1979 г. Куйбишевският съд в Ленинград осъжда Пригожин на 2 години условно по членове 15 и 144, част 2 от Наказателния кодекс на РСФСР за „кражба“, а през 1981 г. Ждановският съд го осъжда на 13 години затвор по чл. от Наказателния кодекс на РСФСР за „кражба“, „грабеж“, „измама“, „участие на непълнолетно лице в престъпна дейност“. През 1988 г. е помилван.
Според РБК (РосБизнесКонсалтинг) Пригожин е завършил Ленинградския химико-фармацевтичен институт със специалност фармацевт. Самият Пригожин обаче през 2018 г. в интервю за портала Город 812 казва, че не е завършил следването си в този институт.

### След разпадането на СССР
През 1990 г. той създава верига за продажба на хотдог в Ленинград. През 1993 г. става управител на веригата супермаркети „Контраст“. До 1995 г. веригата се разраства до 10 магазина. През 1995 г. Пригожин открива бар-магазин Wine Club на остров Василиевски. През декември 1996 г., заедно с партньори, той открива първия елитен ресторант в Санкт Петербург „Старая таможня“ (Старата митница) в сградата на Зоологическия институт на Руската академия на науките. Спечелва 350 хиляди долара за пет месеца, до края на годината печели един милион долара. През 1996 г. открива бизнес за кетъринг – фирма „Конкорд Кетъринг“.
През пролетта на 1998 г. на реновиран стар кораб Пригожин открива плаващия ресторант „New Island“, вдъхновен от корабчетата на Сена в Париж. Той става популярно място не само за руския финансов и политически елит, но и за неформални срещи на високо ниво. Например през лятото на 1999 г. Сергей Степашин и управляващият директор на МВФ Мишел Камдесю се срещат в ресторанта. През 2001 г. на борда на New Island се провежда вечеря за руския и френския президенти Владимир Путин и Жак Ширак. През май 2002 г. Владимир Путин и Джордж Буш вечерят в ресторанта, а през есента на 2003 г. Путин празнува там рождения си ден.
От 2002 до 2012 г. Пригожин развива веригата за бързо хранене „Блин! Дональтс“. На откриването на един от ресторантите през 2003 г. присъстват губернаторът на Санкт Петербург Владимир Яковлев и президентът на Чили Рикардо Лагос.
През 2018 г. Владимир Путин в интервю с журналисти (Мегън Кели от Ен Би Си и Армин Волф от Оу Ар Еф) потвърждава, че се познава лично с Пригожин, но отрича връзката му с държавата, сравнявайки Пригожин с предприемача Джордж Сорос.
През 2016 г. името му се свързва с частна военна компания „Вагнер“, която взема участие във военни конфликти отначало извън Русия, където дейността и е незаконна, но по-късно и съвместно с руската армия.
На 24 юни 2023 г. Пригожин организира метеж срещу Путин, който цели да свали властта в Русия. „Вагнер“ е в Ростов на Дон и Москва започва да се приготвя за защита от бунтовниците.
На 23 август 2023 г. Пригожин пътува в самолет към Москва, който се разбива и всички на борда умират.

### Семейство
Евгений Пригожин е женен. В семейството има деца: син Павел, дъщеря Полина. Синът Павел притежава пет компании, които преди това са принадлежали на майка му Любов Валентиновна Пригожина: Beta LLC, Turstatus, Lakhta Park Premium LLC, Lakhta Park LLC и Lakhta Plaza LLC.
През 2003 г. Пригожин, заедно с Павел и Полина, написват книга с приказки „Индрагузик“ и я издават в тираж от 1000 екземпляра. Книгата не се продава по книжарниците, а е предназначена за подаръци на високопоставени и известни хора.

## Политика
Медиите съобщават за наличието на конфликт между Евгений Пригожин и губернатора на Санкт Петербург Александър Беглов поради парламентарните избори през 2021 г., когато кандидати, близки до предприемача, не са могли да се регистрират за участие в изборите.

## Строителство
В района на Лахта компанията Concord построява жилищния комплекс „Северен Версай“ от 45 триетажни къщи в стила на петербургската архитектура от 18 – 19 век със собствен парк. Проектът е посрещнат с одобрението на първия губернатор на Санкт Петербург Владимир Яковлев. През 2016 г. изданието Fontanka.ru пише, че комплексът допълнително е заградил площ от 7,5 хектара и по този начин е затворил прохода към Лахтинския разлив, което е незаконно.

## Агенция за интернет изследвания
През септември 2013 г. медиите съобщават за съществуването в Санкт Петербург на агенция, наричана още в пресата и други източници „фабрика за тролове“, „тролове на Пригожин“, чиито служители се занимават с публикуване на проправителствени и антиопозиционни публикации и коментари в интернет и социалните мрежи. През май 2014 г. хакерската група Anonymous International публикува данни за това кое финансиране е предоставено от структурите на Евгений Пригожин.

## Медиен холдинг

### Медийна фабрика
Според разследване на списание РБК от юни 2017 г. Евгений Пригожин вероятно стои зад създаването и финансирането на един от най-големите медийни холдинги в страната, който се придържа към лоялна позиция спрямо властите. През май-юни 2014 г. стартира „Федералната новинарска агенция“, която в крайна сметка се развива в мрежа от 16 новинарски сайта, известна като „медийна фабрика“. Пресслужбата на компанията Concorde по всякакъв начин отрича всякаква връзка на бизнесмена с тези онлайн публикации.
Към февруари 2017 г. месечната аудитория на изданията на холдинга достига 36 милиона души, с което надхвърля аудиторията на РИА Новости и Комсомолская правда. По това време системата за мониторинг Медиалогия поставя Федералната новинарска агенция на седмо място по цитиране сред руските медии. Общият брой на служителите се оценява на 225 – 250 души.
През пролетта на 2019 г. във ФНА се появява отдел за коментари, чиито служители оставят коментари под медийни публикации в социалните мрежи.

## Кино
Спонсорира производството на филмите „Ржев“, „Шугалей“, „Шугалей-2“ и „Туристът“. Премиерата на последните два филма се състои по телевизионния канал NTV. Предполага се, че с пари на Пригожин е заснет филмът „Слънчеви бани“. Филмите на Пригожин са излъчвани по държавната телевизия, в тях участват разпознаваеми, но не и масово популярни актьори.

## ЧВК "Вагнер"
През лятото на 2016 г. "Фонтанка.ру" свързва Евгений Пригожин с ръководителя на групата "Вагнер" Дмитрий Уткин. Сред обкръжението на последния е забелязан ръководителят на службата за сигурност на една от фирмите на предприемача Евгений Гуляев. Според The Bell, PMC е финансирана чрез държавни поръчки от Евгений Пригожин.

## Критика
Служители на фирмите на Пригожин доставят храна и осигуряват охрана на редица протести през 2012 г., за да съберат информация за бъдещи действия и лидери на протеста, както и материали за документалния филм „Анатомия на протеста“. Пригожин е един от организаторите на критичен документален филм за политическата опозиция „Анатомия на един протест“ и „фабриката за тролове“, която се свързва с неговата компания „Главсет“ (от юли 2015 г. се намира на ул. „Савушкина“ 55).
През септември 2016 г. Василеостровският районен съд на Санкт Петербург осъжда охранител на Пригожин на две години лишаване от свобода условно за нападение срещу служител на ФСБ, докато е преследвал кортеж като част от планирана акция за борба с незаконното използване на мигащи светлини.
Също така, структурите на Пригожин се свързват с обучението на специалните части на сирийската армия „Ловци на ИДИЛ“ (ISIS Hunters), чиито операции срещу терористите се характеризират с изключителна жестокост.

## Санкции от чужди държави
На 20 декември 2016 г. Евгений Пригожин е включен в санкционния списък на САЩ, въведен поради ролята на Русия във войната в Украйна. Коментирайки това решение, Пригожин казва, че е безразличен към санкциите, тъй като бизнесът му не е свързан с Европа и САЩ и предпочита да почива в Русия. През юни 2017 г. в разширения списък на санкциите са включени компаниите Concord Catering и Concord Management and Consulting, управляващото дружество на холдинга Concord, който включва няколко ресторанта и веригата бутици „Музей на шоколада“. На 16 февруари 2018 г. специалният прокурор на САЩ Робърт Мюлер обвинява Евгений Пригожин и още 12 руски граждани по делото за намеса в президентските избори в САЩ.

## Смърт
Пригожин умира в резултат на самолетна катастрофа на 23 август 2023 година в Тверска област, Русия.

## Награди
- Орден „За заслуги към Отечеството“, IV степен (22 май 2014 г.) – за трудови постижения, значителен принос в социално-икономическото развитие на Руската федерация, заслуги в изследването на космоса, хуманитарната сфера, укрепване на върховенството на закона, активна законодателна и обществена дейност, дългогодишен съвестен труд[28]
- Кавалер на ордена „За заслуги към отечеството“ I и II степен[5]
- Медал „В памет на 300-годишнината на Санкт Петербург“[5]
- Орден на Република Судан (2018, Судан)[29].
- Орден на Двете реки Нил (2020, Судан)[29]
- „Герой на Руската федерация“ с връчване на медала „Златна звезда“[30][31][32] (20 юни 2022 г.)[33]

<-- долното не е за тук -->

## Численост
Към  26.06.2023 Украйноското разузнаване счита, че във Вагнер служат 7000 души Впоследствие на 20.07.2023 става ясно, че 7000-10 000 наемници от "Вагнер" ще отидат в Беларус, а други 32-33 000 бойци от "Вагнер" са подписали договор с Министерство на отбраната на Руската федерация.